# Стеблянко, Василий Григорьевич
Стеблянко Василий Григорьевич (1 января 1933, Лебединский район, Харьковская область — 13 февраля 2019, Донецк) — бригадир ГРОЗ шахты № 3-бис треста «Торезантрацит», Герой Социалистического Труда.

## Биография
Родился 1 января 1933 года в селе Горбузовка Лебединского района Сумской области. С 1950 по 1952 учился в Актырском училище механизации и электрификации сельского хозяйства. 1952—1956 — служба в Советской Армии.
С 1956 года — горнорабочий очистного забоя, затем бригадир ГРОЗ шахты № 3-бис треста «Торезантрацит». В 1960 году бригада Стеблянко выступила с инициативой об увеличении производительности труда на 2 тонны на выход к практически достигнутой. К концу года в этом соревновании участвовало 80 участков и цехов, 435 бригад. В итоге соревнования в 1960 году производительность труда рабочего по эксплуатации в целом по тресту составила 37,2 тонны угля в месяц, а к 1965 году выросла до 42,6 т/мес. В июне 1962 года бригада Стеблянко добилась рекордной производительности комбайна ДУ-1 — 26 206 тонн угля в месяц, выступив с призывом: «каждому угольному комбайну — паспорт наивысшей производительности». Перейдя на многоцикличный график организации работ в лаве, бригада давала по 32 тыс. тонн угля в месяц и более.
В 1966 году Стеблянко В. Г. удостоен звания Героя Социалистического Труда. В 1967 году Василий Григорьевич окончил Донецкий политехнический институт. С 1967 по 1972 — начальник добычного участка шахты 3-бис, а последующие 14 лет — начальник смены той же шахты.

### Награды
Награждён орденами Ленина, Октябрьской революции, двумя медалями «За трудовую доблесть», знаками «Шахтёрская слава» трёх степеней. Избирался депутатом Верховного Совета 7 и 8 созывов.